# 諾斯角

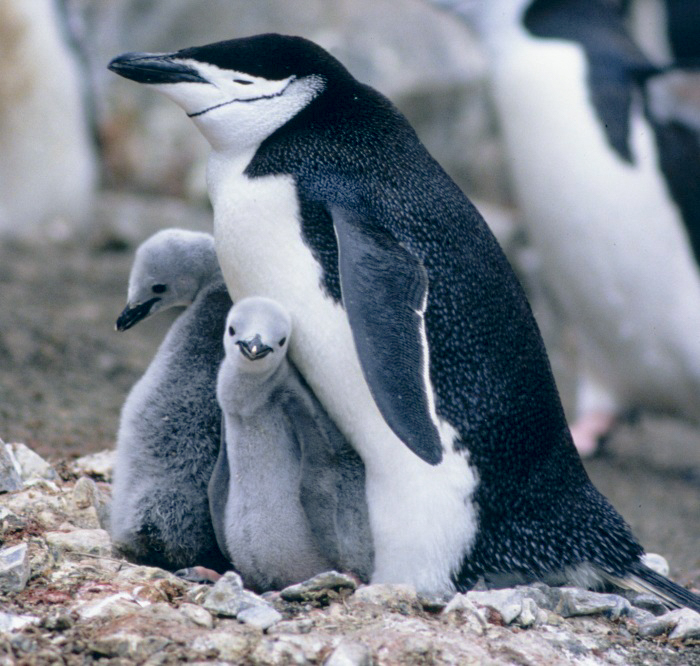

61°53′35″S 57°41′17″W / 61.89306°S 57.68806°W
諾斯角（英語：North Foreland）是南極洲的海岬，位於南設得蘭群島的喬治王島北岸，長約2公里，處於米洛什角以東4.5公里，該海岬被國際鳥盟列為重點鳥區，是約23,000雙南極企鵝的棲息地，現時由南極條約體系管理。